# Сайота (Іллінойс)
Сайота ( Sciota) — селище (англ. village) в США, в окрузі Макдоно штату Іллінойс. Населення — 38 осіб (2020).

## Географія
Сайота розташована за координатами 40°33′45″ пн. ш. 90°44′53″ зх. д. / 40.56250° пн. ш. 90.74806° зх. д. (40.562428, -90.748036).  За даними Бюро перепису населення США в 2010 році селище мало площу 0,83 км², уся площа — суходіл.

## Демографія
Згідно з переписом 2010 року, у селищі мешкала 61 особа в 26 домогосподарствах у складі 12 родин. Густота населення становила 73 особи/км².  Було 31 помешкання (37/км²).
Расовий склад населення:
| - 100,0 % — білих |

До двох чи більше рас належало 0,0 %. Частка іспаномовних становила 0,0 % від усіх жителів.
За віковим діапазоном населення розподілялося таким чином: 27,9 % — особи молодші 18 років, 57,3 % — особи у віці 18—64 років, 14,8 % — особи у віці 65 років та старші. Медіана віку мешканця становила 37,8 року. На 100 осіб жіночої статі у селищі припадало 84,8 чоловіків;  на 100 жінок у віці від 18 років та старших — 83,3 чоловіків також старших 18 років.
Середній дохід на одне домашнє господарство  становив 66 034 долари США (медіана — 70 625), а середній дохід на одну сім'ю — 86 195 доларів (медіана — 81 042). Медіана доходів становила 55 500 доларів для чоловіків та 30 893 долари для жінок. 
Цивільне працевлаштоване населення становило 41 осіб. Основні галузі зайнятості: освіта, охорона здоров'я та соціальна допомога — 29,3 %, роздрібна торгівля — 22,0 %, мистецтво, розваги та відпочинок — 19,5 %.